# Фернандес де Моратин, Николас
Николас Фернандес де Моратин, Моратин-старший (исп. Nicolás Fernández de Moratín; 20 июля 1737, Мадрид — 11 мая 1780, Мадрид) — испанский драматург и поэт эпохи испанского барокко.
В 1764 году издал сборник мелких стихотворений «Poeta»; затем вышли в свет его «Romances Moriscos», отличающиеся гармонией стиха. В 1762 году Моратин напечатал свою первую оригинальную комедию «Petimetra», написанную в духе условных правил французского театра, поклонником которого он был и которые старался провести на испанскую сцену. Ему же принадлежат драмы «Hormesinda» и «Guzman el Bueno». Его «Desengano al Teatro Español» (1762) — собрание памфлетов против старинной драмы и в особенности против «Autos Sacramentales». После смерти Моратина его сыном его издано лучшее его произведение, героическая поэма «Canto epico de las naves de Cortes destruidas». 
Его сын, Леандро Фернандес де Моратин (Leandro Fernández de Moratín, 1760—1828), также известный испанский драматург. Уже в 7 лет начал писать стихи, в 17 лет получил за поэму академическую премию. Наибольший успех имел в драме («El viejo у la niña», «La comedia nueva») и комедии («Mogigata», «El si de las niñas»). Несмотря на некоторую холодность, пьесы Моратина занимают почётное место в испанском театре. Своей цели — вытеснить плохие подражания старинным драматургам — Моратин не достиг; возродить испанскую драму в ложно-классическом французском вкусе ему также не удалось. Моратин написал ещё исследование об испанской драме «Origenes del teatro español». Оды, сонеты, в особенности романсы Моратина проникнуты национальным духом.